# 투부족

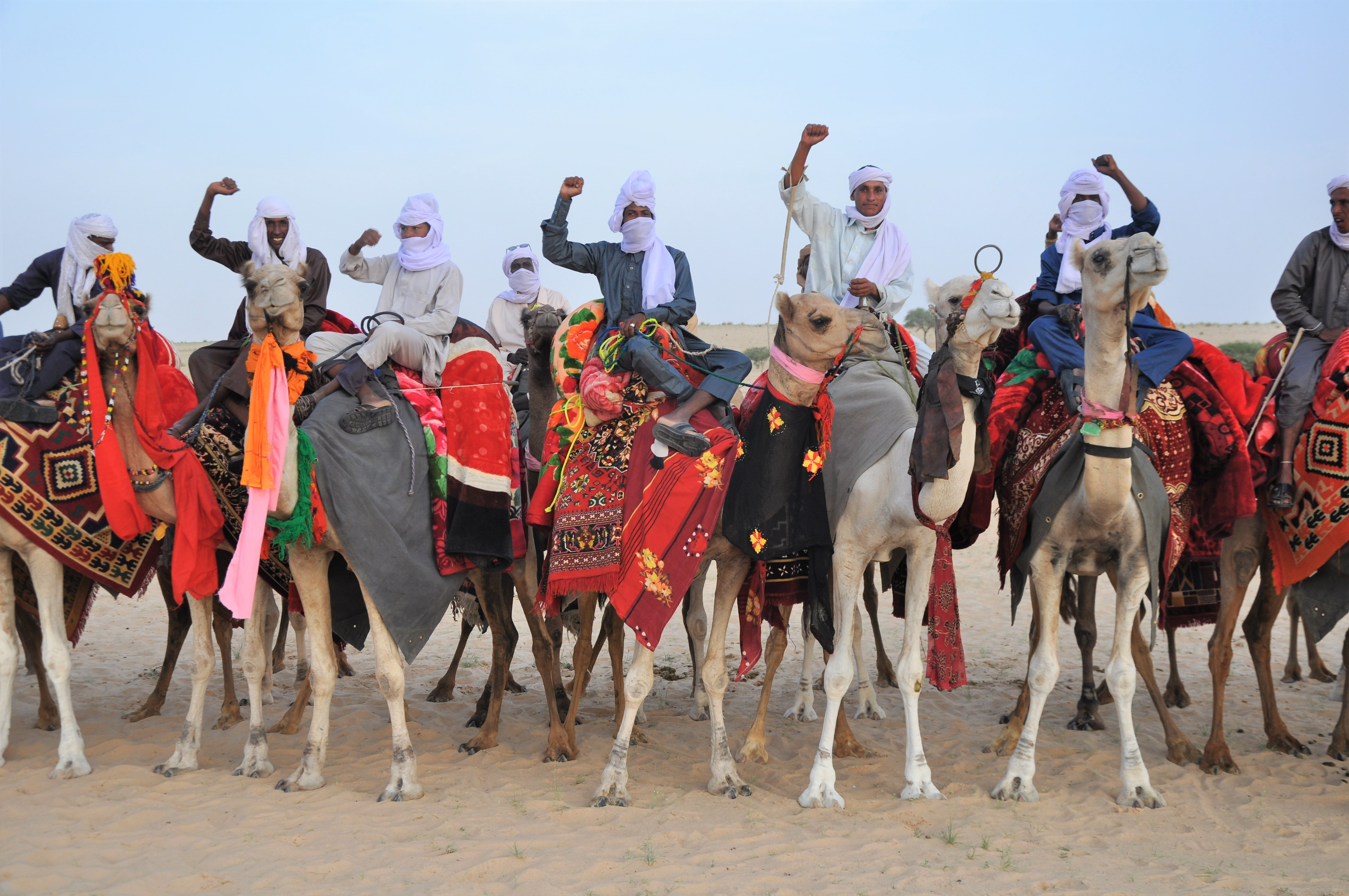

투부족(Toubou, Tubu)은 티베스티 산맥의 토착 민족으로, 차드 북부와 리비아 남부, 니제르 북동부와 수단 북서부에 걸쳐 산다. 목축 유목민으로 살기도 하고 오아시스 근처에서 농업을 하고 살기도 한다. 이들의 사회는 씨족 기반으로 이루어지며, 씨족마다 소유한 오아시스, 목초지, 우물이 있다.
투부족은 테다족(Teda)과 다자족(Daza)이라는 서로 밀접히 연관된 두 집단으로 나뉜다. 이들은 공통의 기원을 가지며 나일사하라어족 사하라어파에 속한 테부어를 사용하는데, 각각 테다어와 다자어라는 방언이 쓰인다. 둘 중 남쪽에 위치한 다자족의 수가 더 많다. 투부족은 테부(Tebu), 토다(Toda), 토다가(Todaga) 등 다양한 이름으로 알려져 있으며 다자족은 아랍어 타칭인 구란족(Gouran)으로도 알려져 있다. 투부족(구란족)은 구쿠니 웨데이, 이센 아브레 등 차드의 지도자들을 배출하였다.

## 같이 보기
- 차드의 인구
- 니제르의 인구
- 리비아의 인구